# 鈴木央紹
鈴木央紹（1972年11月22日—2024年12月28日），大阪府出生的音樂演奏家。以關西做為中心活躍的薩克斯風演奏家。曾參與2004年ZARD『What a beautiful moment』演出。

## 經歷
四歲起受父親影響開始學習音樂，小學四年級起跟著母親學鋼琴，小學六年級停止鋼琴學習，開始學習薩克斯風。高中時期開始嶄露頭角。畢業於大阪音樂大學音樂學部主修薩克斯風。之後在韓國組成big band，在首爾的大學演奏。現在，把自己的四重奏做為基礎，與各式各樣有名的爵士樂團共同演出。
- 曾擔任
  - 1992～1999年河合樂器Sax科講師。
  - 1994～2002年山葉樂器Sax科講師。

## 獲獎紀錄
「AXIA MUSIC AUDITION」中，獲獎AXIA獎Instrumental部門Grand Prix。

## 使用樂器
- T.Sax 「A.Selmer Mark Ⅵ」
- S.Sax 「H.Selmer Mark Ⅵ」
- A.Sax 「H.Selmer Mark Ⅵ」

## 參與作品
- 「OMORI BAND」
- 「OMORI BAND　ＣＤ-Ｒ盤」
- 湯井一葉「La Derniere Valse」
- 箕作元総「Songs For Unknown Great People」
- Keiko Hamada & SoulCats「Mist Rain」
- 3 Sax Lab.「Live at the Royal Horse」
- 多田恵美子「EMIKO TADA AND FRIENDS」
- Woong San「introducing WOONG SAN」
- 藤村麻紀「With love」
- ZARD「與你的距離」
- 竹井詩織里「second tune 世界 暫停吧」
- Woong San「The Blues」
- Woong San「Call Me」
- 大野雄二「LUPIN THE THIRD JAZZ the 10th～New Flight～」
- 秋田慎治「moments in life」
- 大野雄二&Lupintic Five 「SEVEN DAYS RHAPSODY」

## 相關網站
- 鈴木央紹官方網站 （页面存档备份，存于）
- 鈴木央紹部落格 （页面存档备份，存于）